# Samuel Safa
Pour les articles homonymes, voir Safa.
Samuel Safa est un auteur-compositeur, metteur en scène et producteur français d’origine libanaise né à 29 juin 1981 à Marseille.
Il travaille dans les domaines du cinéma, de la télévision, du jeu vidéo et du spectacle vivant.
Il a notamment composé la musique du jeu vidéo 2Dark  de Frederick Raynal. En 2018 cette bande-son remporte le 1er prix aux Jerry Goldsmith Awards dans la catégorie "meilleure musique pour un jeu vidéo",.
En 2020, il crée avec son frère Julien Safa la comédie musicale Pirates, le destin d'Evan Kingsleydont Christophe Lambert est le coproducteur. Ce spectacle est joué aux Folies Bergère et au Casino de Paris en 2021, puis en tournée en France en 2022. Jérôme Pradon y incarne le personnage de Barbesale. En 2022, Pirates, le destin d'Evan Kingsley est nommé aux Trophées de la comédie musicale dans la catégorie meilleure comédie musicale jeune public".
En 2022, il écrit, compose et met en scène (avec son frère Julien) la comédie musicale Sherlock Holmes: l'aventure musicale qui reçoit le prix 2023 du meilleur spectacle jeune public aux Trophées de la Comédie Musicale.
En 2022, il collabore avec Tina Guo sur le film Asteroid Quest réalisé par Bertrand Loyer et produit par Saint Thomas Productions.
En 2023 il remporte le 1er prix Best Music au Jackson Wild Media Awards en collaboration avec le Compose Yourself Lab pour la musique du film Nkashi: the Race for Okavongo.
En 2024, il écrit, compose et met en scène (avec son frère Julien) Chat Botté le musical au Théâtre de la Gaîté-Montparnasse.Celui remporte le Trophée de la comédie musicale du meilleur spectacle jeune public

## Œuvres

### Musique pour jeux vidéo
- 2010 : Viking Invasion I, Nintendo
- 2011 : Tiny Token Empires, Bip Media
- 2012 : Judge Dee jeu video the city god case
- 2013 : Viking invasion  II, Nintendo
- 2014 : Kill the bad guy, Exkee
- 2014 : Bombing Bastards, Sanuk Games
- 2014 : Evofish, Nintendo
- 2017: 2Dark

### Musique pour courts métrages et films d’animation
- 2008 : Smile of April de Sabrina B. Karine
- 2008 : Soudain ses mains d’Emmanuel Gras
- 2008 : Save my soul de Sabrina B. Karine
- 2009 : La ligue des amis imaginaires de Sabrina B. Karine
- 2011 : Les rois de la lose de Sabrina B. Karine
- 2012 : La chambre du nord de Mathilde Bayle (musique supervisée par le compositeur Gabriel Yared)
- 2021 : El conquistador de Mathilde Bayle produit par les films du Cygne[12]

### Musique pour documentaires
- 2015 : Silure, géant des rivières de Bertrand Loyer (Saint Thomas Production pour Arte)
- 2016 : Les mondes perdus d’Emma Baus et Bertrand Loyer
- 2016 : Bande de Chacals de Bertrand Loyer
- 2017 : Nous vengerons nos pères de Florence Johsua et Bernard Boespflug, pour Public Sénat
- 2017 : Mammifères marins: Les maîtres des abysses de Bertrand Loyer
- 2017 : 2016: L'agenda des cataclysmes de Bertrand Loyer
- 2018 : Alerte aux débris spatiaux, de Bertrand Loyer (Saint Thomas Production pour Arte)
- 2019 : L’île aux loutres de Jacqueline Farmer et Cyril Barbançon
- 2020 : Céphalopodes, le règne des ventouses de Bertrand Loyer (Saint Thomas Production pour Arte)[13]
- 2020 : Les mystères du mont La Pérouse de Yann Rineau avec Laurent Bellesta
- 2020 : The search of snow de Jacqueline Farmer et Cyril Barbançon[14]
- 2021 : Démocraties animales de Emma Baus
- 2021 : The Sand Eating Shark de Bertrand Loyer[15]
- 2022: Asteroid Quest de Bertrand Loyer
- 2022:  Nkashi: the Race for Okavongo.
- 2023 : Caracal the Lone Society de Bertrand Loyer
- 2023: Giant Birds de Bertrand Loyer
- 2024: Tautavel, vivre en Europe avant Neandertal
- 2024 : Une vie de manchots

### Théâtre et comédie musicale
- 2011 : L’esprit des cafés, l’âme des poètes, spectacle musical en collaboration avec l’association Arteco, tournée en Europe à Prague, Rome, Budapest et à Paris[16].
- 2020 : Pirates, le destin d’ Evan Kingsley[17] (avec Julien Safa)
- 2022 : Sherlock Holmes, l'aventure musicale[18]
- 2023: Lynn les origines de Noël
- 2024: Chat botté le musical

## Distinctions
- 2017 : Nommé au Ping Award dans la catégorie "meilleure bande son" pour 2Dark[19]
- 2018 : Jerry Goldsmith Awards de la meilleure musique pour un jeu vidéo pour 2Dark[20]
- 2021 : 2e prix du Film music contest dans la catégorie Films, tv series, videos with original music pour The Sand Eating Shark de Bertrand Loyer[21]
- 2022 : Nommé aux Trophées de la comédie musicale dans la catégorie "meilleur spectacle jeune public" pour Pirates : le destin d'Evan Kingsley[7]
- 2023: Trophée meilleur spectacle jeune public pour Sherlock Holmes: l'Aventure Musicale[8]
- 2023: Best Original Score au Los Angeles Cinematography Awards pour The Sand Eating Shark.[22]
- 2023: Best Music au Jackson Wild Media Awards[9] en collaboration avec le Compose Yourself Lab pour la musique du film Nkashi: the Race for Okavongo.
- 2025 : Trophée meilleur spectacle jeune public pour Chat Botté le musical [11]